# Evyap
Evyap Sabun Yağ Gliserin San. ve Tic. A.Ş. — турецкая компания по производству средств личной гигиены со штаб-квартирой в Стамбуле.

## История
Компания Evyap начала свою деятельность по производству мыла в 1927 году в Эрзуруме. Затем был начат выпуск гелей для душа, шампуней, средств для бритья, средств по уходу за кожей, парфюмированных средств для ухода за телом, подгузников и зубных паст.
Компания Evyap входит в число 100 крупнейших промышленных компаний Турции с 4500 сотрудниками. Она экспортирует большую часть мыла и средств личной гигиены из Турции и транспортирует свою продукцию в более, чем 100 стран. Помимо крупнейшего в мире завода по производству масляной химии, открытого в Малайзии, а также других заводов, расположенных в Турции и Египте, Evyap осуществляет производственные операции в 3 разных странах мира в соответствии с европейскими стандартами.

## Бренды

### Duru

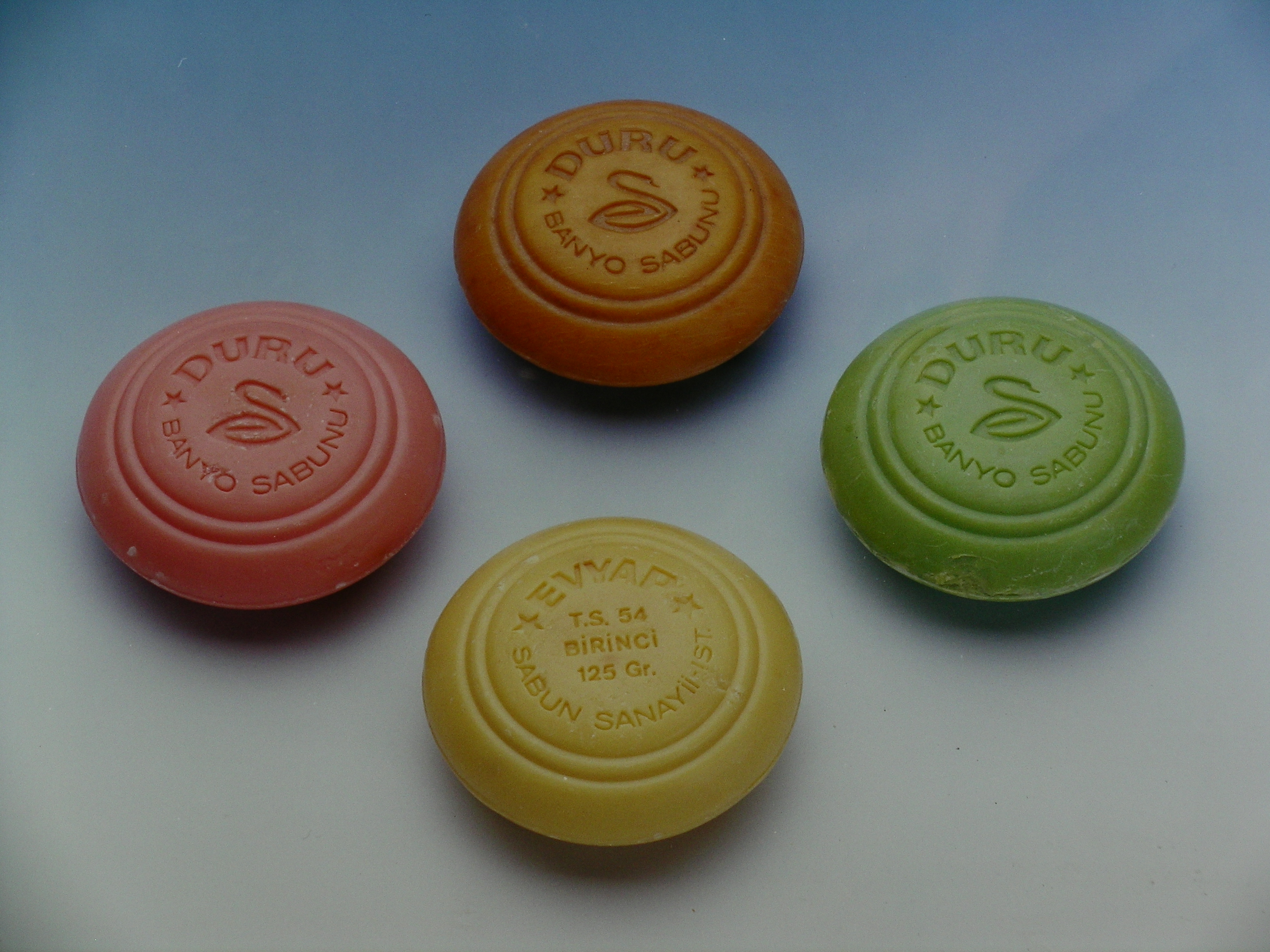
Куски твёрдого мыла Duru

Первый продукт под брендом Duru — мыло, представленное в 1967 году. В середине 1970-х годов ассортимент продукции бренда Duru достиг более 20 единиц. Впоследствии к мылу добавились такие побочные продукты, как одеколон, шампунь и гель для душа. В 1978 году был осуществлён первый экспорт на Кипр. Год спустя (в 1979 году) продукция Duru вышла на рынок Ирана.
Бренд Duru поддерживается программой Turquality.

### Fax
Под брендом Fax выпускаются твёрдое мыло, жидкое мыло, а также средства по уходу за волосами и полостью рта.

### Arko

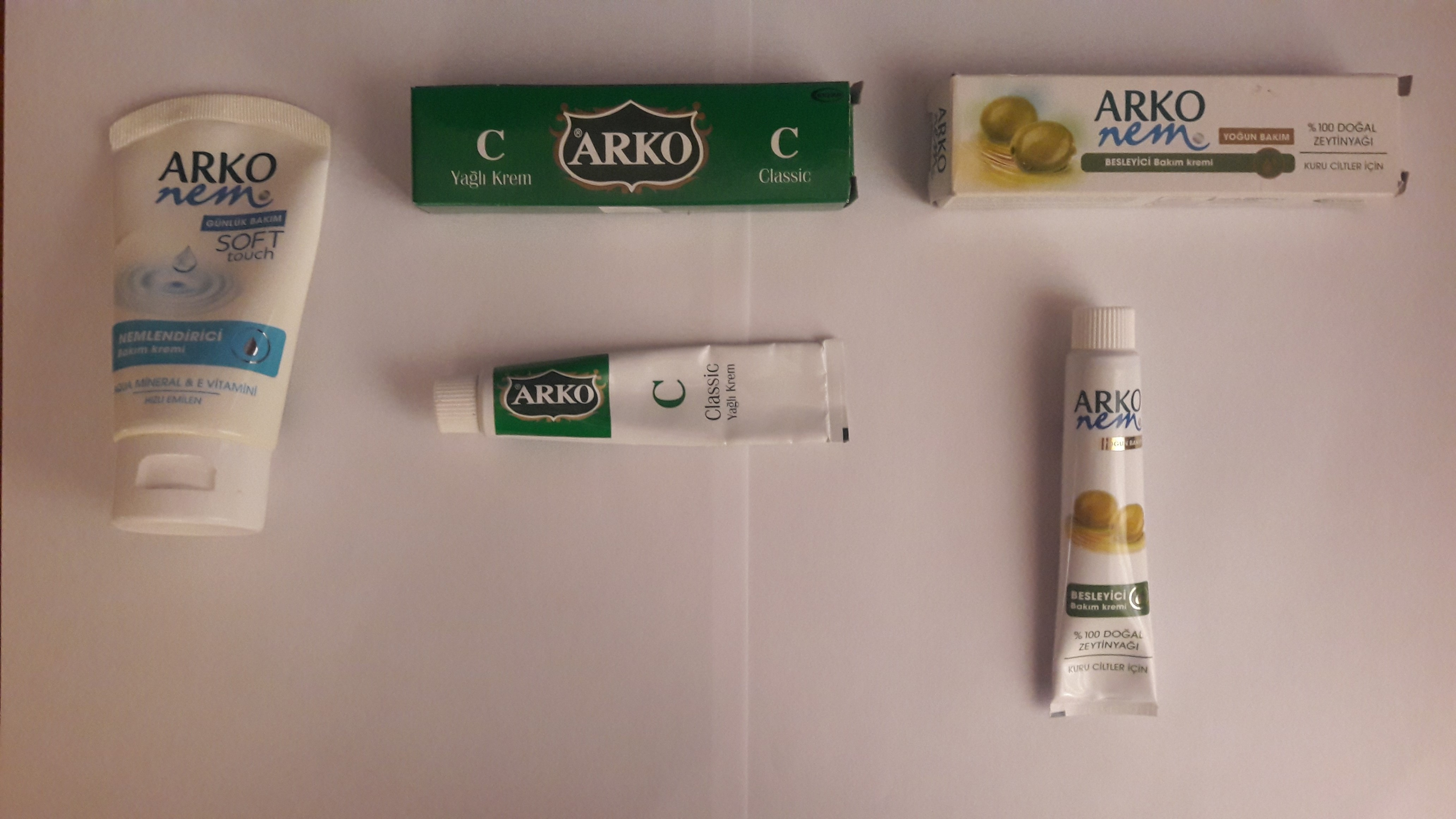
Продукции брендов Arko и Arko Nem

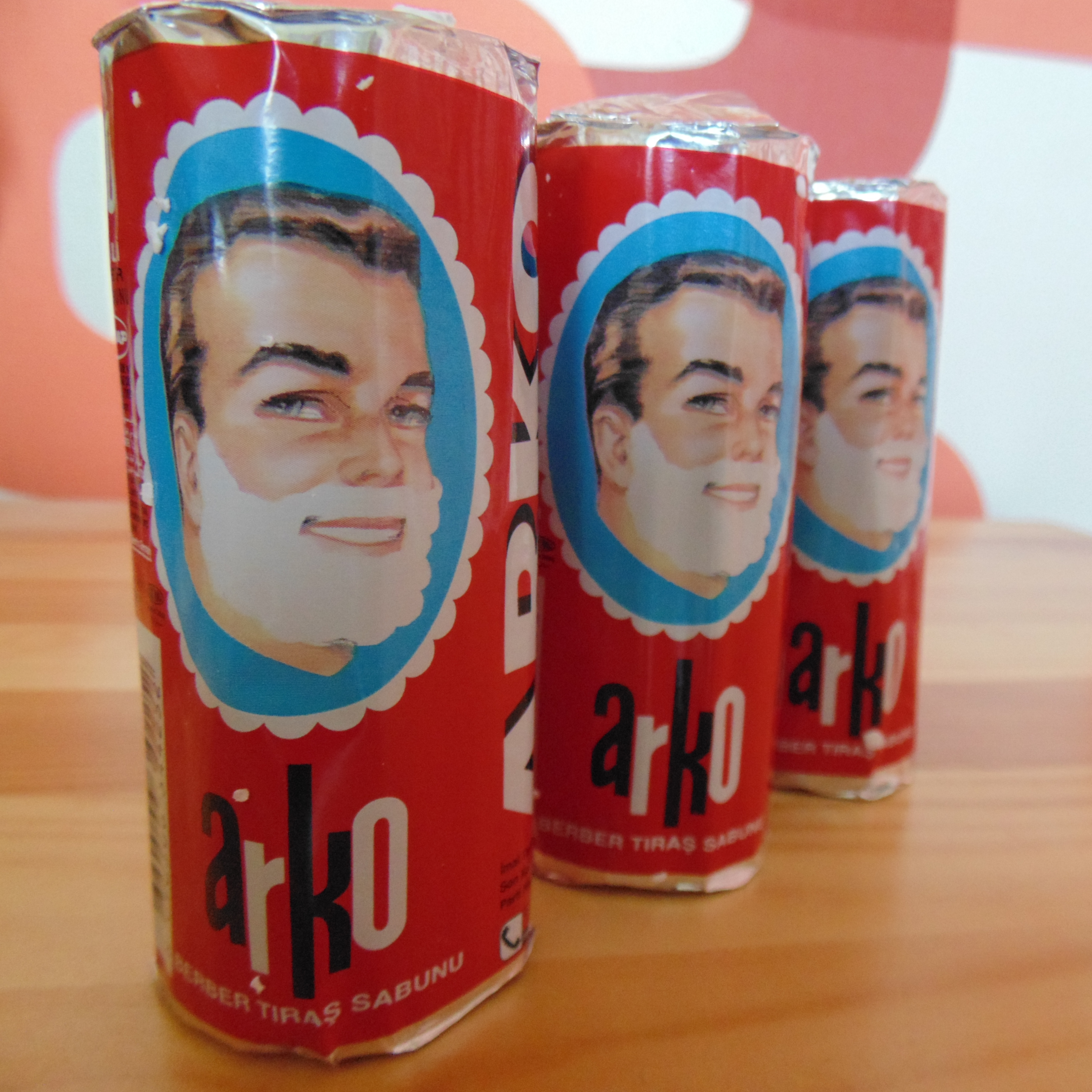
Пены для бритья, выпущенные в 1957 году

Бренд Arko, поддерживаемый программой Turquality, присутствует на рынке с двумя суббрендами: Arko Nem и Arko Men. Бренд мужской косметики Arko Men работает в категориях средств для бритья, бритв, средств по уходу после бритья и гелей для душа. Продукция Arko Men продаётся в 64 странах.
Arko Nem, с другой стороны, работает в области кремов для ухода за руками и телом. Продукция Arko Nem продаётся в 26 странах, кроме Турции.

### Activex
Бренд Activex основан в январе 2009 года. В ассортимент бренда входят антибактериальные продукты, такие как жидкое мыло, твёрдое мыло, влажные салфетки, гель для душа и гель для чистки рук.

### Evy Baby
Подгузники Evy Baby, запущенные в производство в 2003 году, экспортируются в более, чем 50 стран.

### Другие
- Gibbs
- Privacy
- Emotion
- Blade
- Bellissima
- First Class
- Soft Touch
- Sanino